# Chroniques de Tchernobyl
Pour plus de détails, voir Fiche technique et Distribution.
Chroniques de Tchernobyl, ou Journal de Tchernobyl au Québec (Chernobyl Diaries), est un film d'horreur américain de Bradley Parker, sorti en 2012.

## Synopsis
Au terme d'une grande excursion européenne, trois jeunes Américains, Chris, Amanda et Natalie, arrivent en Ukraine pour retrouver Paul, le frère de Chris, et commencer leur séjour. Lorsque celui-ci leur parle de « tourisme noir », le petit groupe se retrouve le lendemain à déambuler dans la ville-fantôme de Pripyat, en Ukraine, près de la centrale nucléaire de Tchernobyl où un accident nucléaire a eu lieu en 1986. Lors de leur visite, ils sont accompagnés de Zoé, de son petit ami, et d'un guide, Yuri. 
Cependant, leur camionnette de tourisme a été sabotée, la radio ne marche plus et la nuit tombe. Yuri et Chris sortent de la camionnette après avoir entendu un bruit bizarre. Chris et Paul, qui sont descendus après avoir entendu l'arme à feu tirer, réapparaissent quelques minutes plus tard, Chris sérieusement blessé à la jambe, tandis que Yuri a disparu. 
Le lendemain, Paul, Michael et Amanda partent à la recherche de Yuri. Le trio retrouve le talkie-walkie du guide à l'entrée d'un bâtiment et décide d'aller y jeter un œil. Ils finissent par retrouver le corps de Yuri atrocement mutilé. Ils retournent au van et décrètent qu'il faut aller a pied jusqu'au point de contrôle mais Chris ne pouvant pas marcher, il doit rester confiné dans le van avec Natalie.
Les membres du quatuor doivent contourner la route car des chiens s'y trouvent. Ils tombent sur un parking et cherchent des câbles pour pouvoir essayer de redémarrer le van de Yuri. Ils trouvent ces fameux câbles et se font courser par des chiens. Pour leur échapper, les jeunes gens traversent un pont qui s'écroule sous le passage de Zoé, Michael lui vient en aide en sautant dans l'eau et se fait attaquer par des poissons mutants (vus précédemment dans le film). 
Les jeunes gens reviennent en ville à la nuit tombée et découvrent avec horreur le van renversé et vidé de tout occupant. Sur une vidéo tournée par Natalie et Chris, on voit les deux jeunes se faire capturer par des créatures humanoïdes. Paul, fou de douleur à l'idée d'avoir perdu son petit frère, part à sa recherche avec les autres survivants. Mais ils doivent bien vite stopper leurs recherches car ils sont chassés par les créatures. Ils retrouvent Natalie seule et choquée. Ils essayent de s'échapper et Natalie est de nouveau capturée. En partant à sa recherche, ils se font poursuivre par les créatures et Michael se fait tuer. Ils trouvent l'anneau que Chris voulait offrir à sa fiancée et se font de nouveau agresser par les créatures qui tuent Zoé. Amanda et Paul atterrissent dans le réacteur de la centrale et retrouvent le cadavre de Natalie.
Après une ultime agression par les créatures, le duo sort du réacteur et tombe nez à nez avec des soldats qui tirent sur Paul et le blessent mortellement. Amanda, la seule survivante de ce carnage, est emmenée dans ce qu'elle croit être un hôpital. Elle se fait enfermer dans une pièce sombre qui renferme les créatures qui sont en fait des patients qui se sont échappés. Ceux-ci l'attaquent et la tuent.

## Fiche technique
- Titre original : Chernobyl Diaries
- Titre français : Chroniques de Tchernobyl
- Titre québécois : Journal de Tchernobyl
- Réalisation : Bradley Parker
- Scénario : Oren Peli, Carey Van Dyke et Shane Van Dyke
- Direction artistique : Aleksandar Denic
- Décors : Mina Buric et Zsuzsa Mihalek
- Costumes : Momirka Bailovic
- Photographie : Morten Søborg
- Son : ?
- Montage : ?
- Musique : Diego Stocco
- Production : Oren Peli et Brian Witten
- Société de production : FilmNation Entertainment
- Société de distribution : Warner Bros. Pictures
- Budget : 1 000 000 $
- Pays d’origine :  États-Unis
- Langue originale : anglais
- Format : couleur – 35 mm – 2,35:1 – son Dolby Digital
- Genre : Horreur
- Dates de sortie :
  -  Russie,  Ukraine : 24 mai 2012
  -  États-Unis : 25 mai 2012
  -  Belgique,  France : 11 juillet 2012
- Classification : 
  -  Interdit aux moins de 12 ans

## Distribution
- Jesse McCartney (VF : Donald Reignoux et VQ : Xavier Dolan) : Chris
- Jonathan Sadowski (VF : Guillaume Lebon et VQ : Philippe Martin) : Paul
- Olivia Taylor Dudley (VF : Dorothée Pousséo et VQ : Marie-Laurence Moreau) : Natalie
- Ingrid Bolsø Berdal (VF : Olivia Luccioni et VQ : Marie-Claude Hénault) : Zoe
- Nathan Phillips (VF : Thierry Ragueneau et VQ : Éric Bruneau) : Michael
- Devin Kelley (VF : Sylvie Jacob et VQ : Mélanie Laberge) : Amanda
- Dimitri Diatchenko (en) (VF : Sacha Vikouloff et VQ : Patrick Chouinard) : Yuri
- Alex Feldman : médecin Goldshmidt
- Pasha D. Lychnikoff : le médecin

Source,.

## Accueil
Les critiques de la presse sont globalement mauvaises, reprochant au film son manque d'originalité. Si Laurent Pécha pour Écran Large salue les « étonnants décors », Mathieu Carratier de Première ne se montre pas convaincu.

## Distinctions

### Nominations
- 2012 : Golden Trailer Awards : Best Horror

## Autour du film
Pour des raisons de sécurité liées aux radiations et aux autorisations de fréquentation du site de Pripyat, le tournage s'est effectué à Belgrade pour les parties en souterrain, et près de Budapest, sur le site d'une ancienne usine de tracteurs et d'anciens bâtiments militaires, pour la ville fantôme.